# Waseda El Dorado
Waseda El Dorado, également connu sous le nom de Rhythms of Vision, est un bâtiment conçu par l'architecte japonais Von Jour Caux et construit en août 1983. Il est situé près du campus de l'Université Waseda à Shinjuku, Tokyo, au Japon .
La conception du bâtiment est un mélange d'influence de l'Art nouveau (ou Arts and Crafts Movement) et de la culture japonaise . Son intérieur présente une main géante bouddhiste pointant vers le bas depuis un plafond de vitraux. Les balcons incurvés en fer forgé ont la forme de nénuphars et la rampe en fer forgé zigzague gracieusement devant d'élégants vitraux art déco. Des motifs de tatouage ornent les figures en céramique, le papier peint vert-or est imprimé comme des gravures sur bois de l'époque d'Edo et les carreaux irisés sont en nacre incrustée.
« Von [Jour Caux] déclare qu’il a construit à l’intérieur du bâtiment une scène imaginaire pour amener le visiteur vers une expérience théâtrale, secouer ses souvenirs les plus profonds et l’inviter vers une histoire illusoire. ».

## Galerie

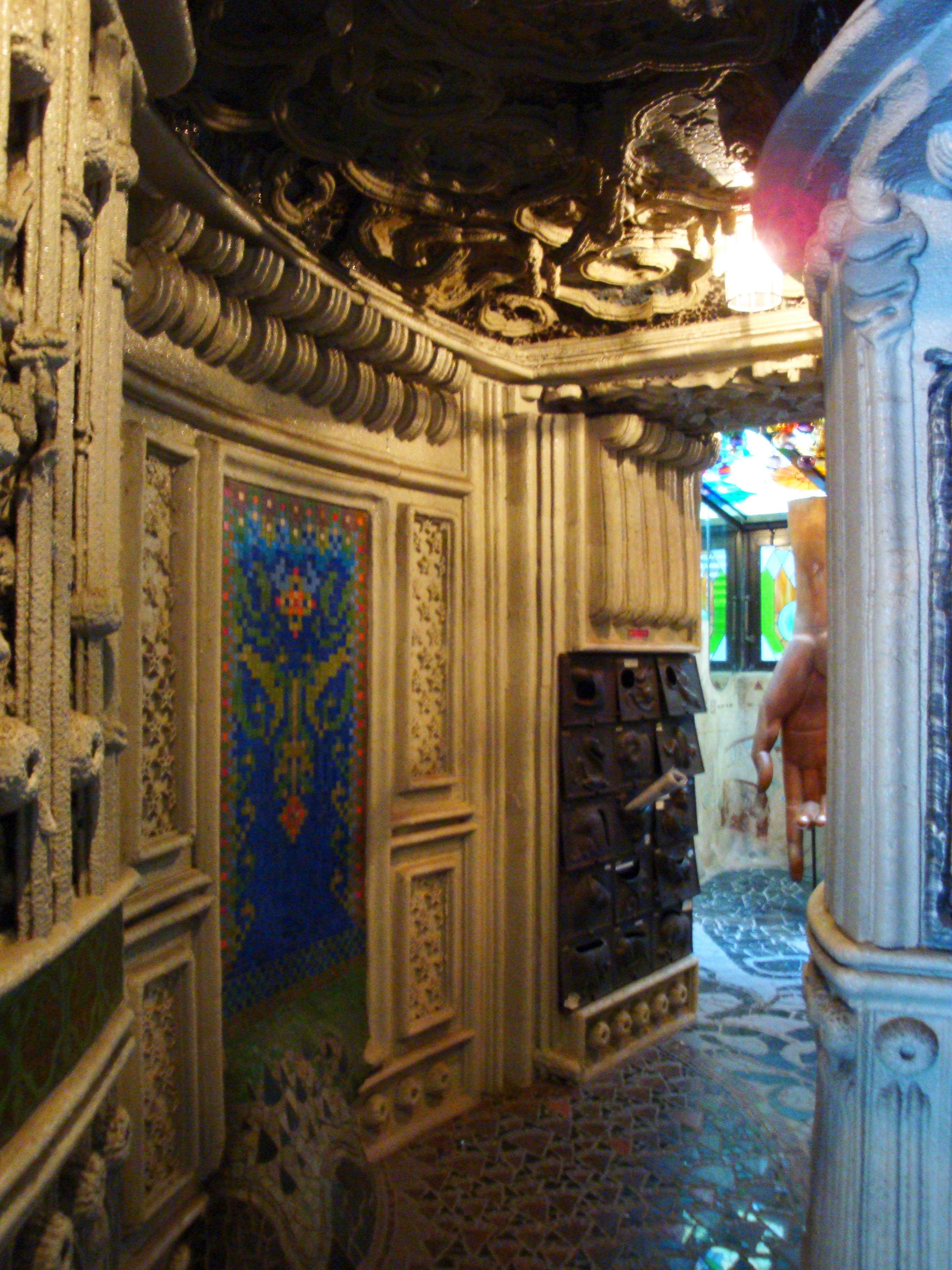
Couloir.
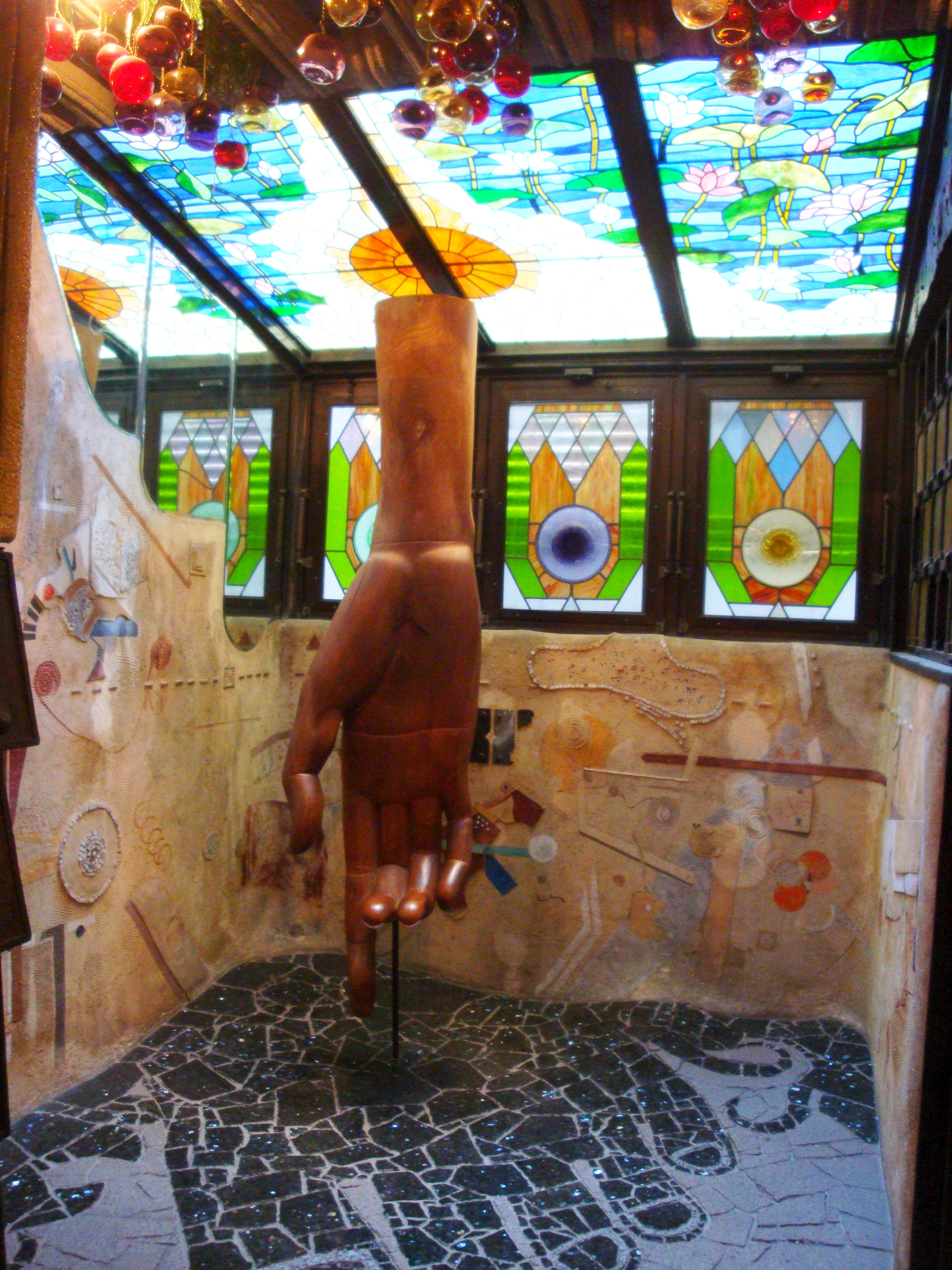
Hall.
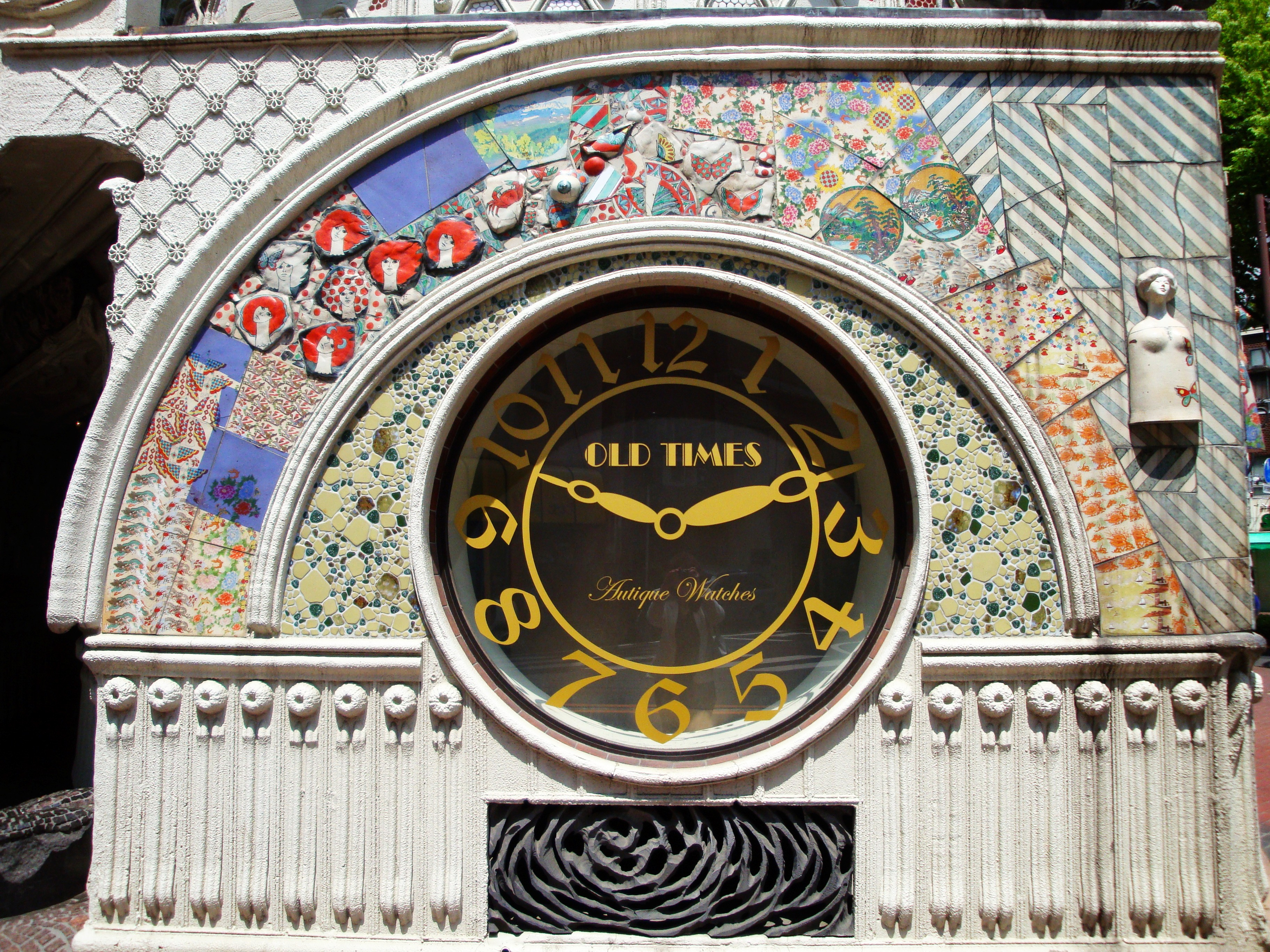
Fenêtre du rez-de-chaussée.
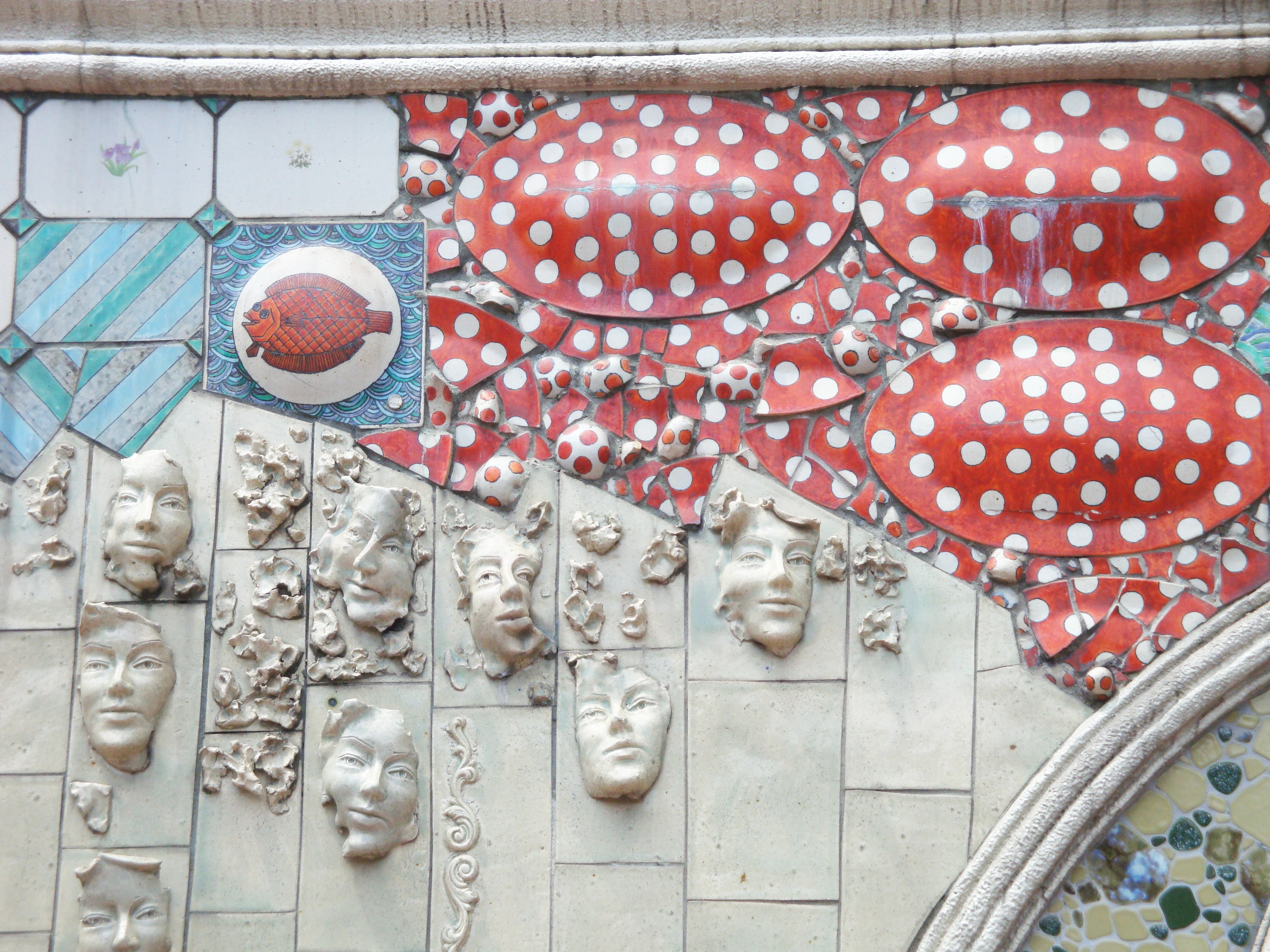
Détail de la façade.
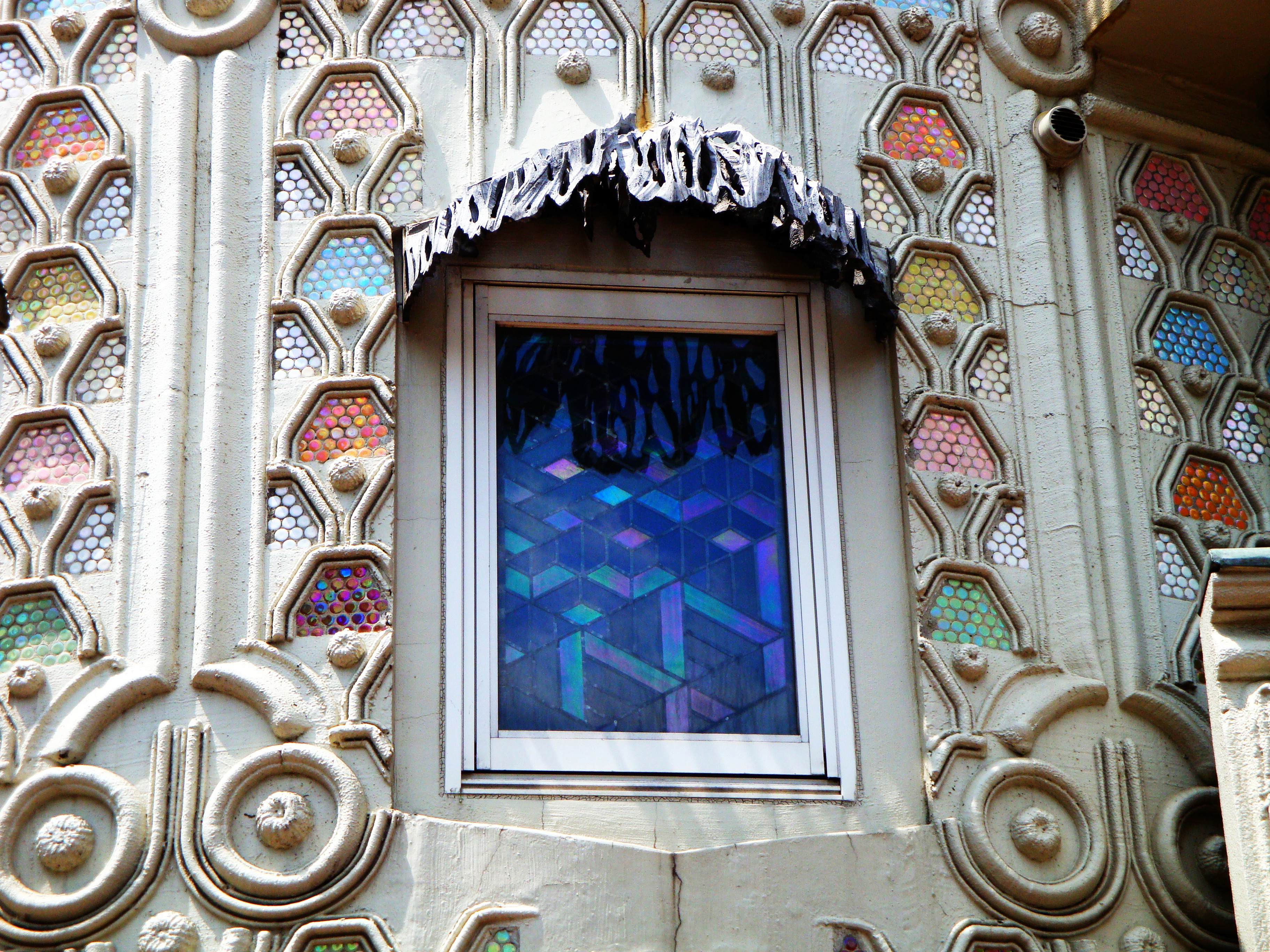
Vitrail.